# Élections municipales de 2017 à Saguenay
Les élections municipales de 2017 à Saguenay se déroulent le 5 novembre 2017.

## Contexte
Après 4 mandats à la tête de Saguenay, le maire sortant Jean Tremblay annonce qu'il ne se représentera pas aux élections de novembre 2017. Quatre candidats se manifestent pour lui succéder : Jean-Pierre Blackburn, Dominic Gagnon, Arthur Gobeil et Josée Néron.

## Résultats[1]

### Mairie
- Maire sortant : Jean Tremblay

| Parti                             | Parti                             | Candidats                         | Voix    | %     |
| --------------------------------- | --------------------------------- | --------------------------------- | ------- | ----- |
|                                   | Équipe du renouveau démocratique  | Josée Néron                       | 31 393  | 49,42 |
|                                   | Indépendant                       | Jean-Pierre Blackburn             | 17 209  | 27,09 |
|                                   | Indépendant                       | Arthur Gobeil                     | 11 031  | 17,36 |
|                                   | Parti des citoyens de Saguenay    | Dominic Gagnon                    | 3 896   | 6,13  |
|                                   |                                   |                                   |         |       |
| Votes valides                     | Votes valides                     | Votes valides                     | 63 529  | 98,79 |
| Bulletins rejetés                 | Bulletins rejetés                 | Bulletins rejetés                 | 777     | 1,21  |
| Total                             | Total                             | Total                             | 64 306  | 100   |
| Abstention                        | Abstention                        | Abstention                        | 51 133  | 44,29 |
| Nombre d'inscrits / participation | Nombre d'inscrits / participation | Nombre d'inscrits / participation | 115 439 | 55,71 |

### Districts électoraux

#### Résumé
| Parti                             | Parti                             | Candidats                         | Voix    | %     | Sièges |
| --------------------------------- | --------------------------------- | --------------------------------- | ------- | ----- | ------ |
|                                   | Équipe du renouveau démocratique  | 15                                | 19 871  | 31,58 | 3      |
|                                   | Parti des citoyens de Saguenay    | 14                                | 14 271  | 22,68 | 1      |
|                                   | Indépendants                      | 23                                | 28 788  | 45,75 | 11     |
|                                   |                                   |                                   |         |       |        |
| Votes valides                     | Votes valides                     | Votes valides                     | 62 930  | 97,86 |        |
| Bulletins rejetés                 | Bulletins rejetés                 | Bulletins rejetés                 | 1 376   | 2,14  |        |
| Total                             | Total                             | Total                             | 64 306  | 100   | 15     |
| Abstention                        | Abstention                        | Abstention                        | 51 133  | 44,29 |        |
| Nombre d'inscrits / participation | Nombre d'inscrits / participation | Nombre d'inscrits / participation | 115 439 | 55,71 |        |

#### Jonquière
| Candidat | Candidat                    | Parti                            | Voix  | %     |
| -------- | --------------------------- | -------------------------------- | ----- | ----- |
|          | Jonathan Tremblay (sortant) | Indépendant                      | 2 029 | 44,25 |
|          | Sylvain Gaudreault          | Indépendant                      | 1 222 | 26,65 |
|          | Dominique Corneau           | Équipe du renouveau démocratique | 849   | 18,52 |
|          | Romain Gagnon               | Indépendant                      | 297   | 6,48  |
|          | Marie-Pier Lemieux          | Parti des citoyens de Saguenay   | 188   | 4,10  |
| Total    | Total                       | Total                            | 4 585 | 100%  |

| Candidat | Candidat                | Parti                            | Voix  | %     |
| -------- | ----------------------- | -------------------------------- | ----- | ----- |
|          | Julie Dufour (sortante) | Indépendant                      | 2 783 | 64,15 |
|          | Alain Décoste           | Équipe du renouveau démocratique | 973   | 22,43 |
|          | Jean-Pierre Bolduc      | Parti des citoyens de Saguenay   | 582   | 13,42 |
| Total    | Total                   | Total                            | 4 338 | 100%  |

| Candidat | Candidat                     | Parti                            | Voix  | %     |
| -------- | ---------------------------- | -------------------------------- | ----- | ----- |
|          | Michel Thiffault             | Indépendant                      | 1 669 | 44,20 |
|          | Sylvie Gaudreault (sortante) | Parti des citoyens de Saguenay   | 1 033 | 27,36 |
|          | Guy Bouchard                 | Équipe du renouveau démocratique | 852   | 22,56 |
|          | Jacques Tremblay             | Indépendant                      | 222   | 5,88  |
| Total    | Total                        | Total                            | 3 776 | 100%  |

| Candidat | Candidat               | Parti                            | Voix  | %     |
| -------- | ---------------------- | -------------------------------- | ----- | ----- |
|          | Kevin Armstrong        | Indépendant                      | 1 821 | 44,84 |
|          | Rejean Hudon (sortant) | Parti des citoyens de Saguenay   | 1 178 | 29,01 |
|          | Christian Simard       | Équipe du renouveau démocratique | 1 062 | 26,15 |
| Total    | Total                  | Total                            | 4 061 | 100%  |

| Candidat | Candidat              | Parti                            | Voix  | %     |
| -------- | --------------------- | -------------------------------- | ----- | ----- |
|          | Carl Dufour (sortant) | Indépendant                      | 4 000 | 77,34 |
|          | Martine Tremblay      | Équipe du renouveau démocratique | 921   | 17,81 |
|          | Laval Ménard          | Parti des citoyens de Saguenay   | 251   | 4,85  |
| Total    | Total                 | Total                            | 5 172 | 100%  |

| Candidat | Candidat          | Parti                            | Voix  | %     |
| -------- | ----------------- | -------------------------------- | ----- | ----- |
|          | Jean-Marc Crevier | Indépendant                      | 1 972 | 42,72 |
|          | Magella Archibald | Équipe du renouveau démocratique | 1 114 | 24,13 |
|          | Mélanie Boucher   | Indépendant                      | 791   | 17,14 |
|          | Langis Mc Nicoll  | Indépendant                      | 494   | 10,40 |
|          | Michel Mallette   | Parti des citoyens de Saguenay   | 157   | 3,40  |
|          | André Plante      | Indépendant                      | 88    | 1,91  |
| Total    | Total             | Total                            | 4 616 | 100%  |

#### Chicoutimi
| Candidat | Candidat                 | Parti                            | Voix  | %     |
| -------- | ------------------------ | -------------------------------- | ----- | ----- |
|          | Marc Pettersen (sortant) | Indépendant                      | 2 464 | 49,56 |
|          | Jean-Yves Desmeules      | Équipe du renouveau démocratique | 1 396 | 28,08 |
|          | Hélène Tremblay          | Parti des citoyens de Saguenay   | 1 112 | 22,37 |
| Total    | Total                    | Total                            | 4 972 | 100%  |

| Candidat | Candidat                     | Parti                            | Voix  | %     |
| -------- | ---------------------------- | -------------------------------- | ----- | ----- |
|          | Simon-Olivier Côté (sortant) | Indépendant                      | 2 310 | 55,21 |
|          | Valérie Tremblay             | Équipe du renouveau démocratique | 977   | 23,35 |
|          | Kathleen Boulanger           | Parti des citoyens de Saguenay   | 897   | 21,44 |
| Total    | Total                        | Total                            | 4 184 | 100%  |

| Candidat | Candidat                  | Parti                            | Voix  | %     |
| -------- | ------------------------- | -------------------------------- | ----- | ----- |
|          | Michel Tremblay (sortant) | Parti des citoyens de Saguenay   | 1 736 | 41,30 |
|          | Lana Pedneault            | Équipe du renouveau démocratique | 1 495 | 35,57 |
|          | Serge Desrosiers          | Indépendant                      | 517   | 12,30 |
|          | Mathieu Thibeault         | Indépendant                      | 455   | 10,83 |
| Total    | Total                     | Total                            | 4 203 | 100%  |

| Candidat | Candidat                 | Parti                            | Voix  | %     |
| -------- | ------------------------ | -------------------------------- | ----- | ----- |
|          | Brigitte Bergeron        | Équipe du renouveau démocratique | 2 826 | 53,22 |
|          | Jacques Cleary (sortant) | Parti des citoyens de Saguenay   | 2 020 | 38,04 |
|          | Jean-Marc Hamel          | Indépendant                      | 464   | 8,74  |
| Total    | Total                    | Total                            | 5 310 | 100%  |

| Candidat | Candidat        | Parti                            | Voix  | %     |
| -------- | --------------- | -------------------------------- | ----- | ----- |
|          | Marc Bouchard   | Équipe du renouveau démocratique | 2 837 | 62,32 |
|          | Guylaine Vézina | Parti des citoyens de Saguenay   | 1 715 | 37,68 |
| Total    | Total           | Total                            | 4 552 | 100%  |

| Candidat | Candidat                | Parti                            | Voix  | %     |
| -------- | ----------------------- | -------------------------------- | ----- | ----- |
|          | Michel Potvin           | Équipe du renouveau démocratique | 3 126 | 57,79 |
|          | Luc Blackburn (sortant) | Parti des citoyens de Saguenay   | 2 283 | 42,21 |
| Total    | Total                   | Total                            | 5 409 | 100%  |

#### La Baie
| Candidat | Candidat                    | Parti                            | Voix  | %     |
| -------- | --------------------------- | -------------------------------- | ----- | ----- |
|          | Raynald Simard              | Indépendant                      | 1 178 | 57,52 |
|          | Martine Gauthier (sortante) | Parti des citoyens de Saguenay   | 551   | 26,90 |
|          | Owen Desaubin               | Équipe du renouveau démocratique | 319   | 15,58 |
| Total    | Total                       | Total                            | 2 048 | 100%  |

| Candidat | Candidat               | Parti                            | Voix                | %                   |
| -------- | ---------------------- | -------------------------------- | ------------------- | ------------------- |
|          | Éric Simard            | Indépendant                      | 1 207               | 45,38               |
|          | Louis-Clément Tremblay | Indépendant                      | 760                 | 28,57               |
|          | Hélène Jenkins         | Équipe du renouveau démocratique | 693                 | 26,05               |
|          | Luc Boivin (sortant)   | Parti des citoyens de Saguenay   | Candidature retirée | Candidature retirée |
| Total    | Total                  | Total                            | 2 660               | 100%                |

| Candidat | Candidat         | Parti                            | Voix  | %     |
| -------- | ---------------- | -------------------------------- | ----- | ----- |
|          | Martin Harvey    | Indépendant                      | 1 183 | 38,86 |
|          | Carolle Dallaire | Indépendant                      | 646   | 21,22 |
|          | Carol Tremblay   | Parti des citoyens de Saguenay   | 568   | 18,66 |
|          | Denis Gilbert    | Équipe du renouveau démocratique | 431   | 14,16 |
|          | Louise Bouchard  | Indépendant                      | 216   | 7,10  |
| Total    | Total            | Total                            | 3 044 | 100%  |

#### Élections partielles
- Élection partielle au poste de conseiller du District #1 le 15 décembre 2019[2]
  - Élection organisée en raison de la démission du conseiller Jonathan Tremblay[3]

| Candidat                      | Candidat                 | Parti                            | Voix  | %     |
| ----------------------------- | ------------------------ | -------------------------------- | ----- | ----- |
|                               | Jimmy Bouchard           | Indépendant                      | 571   | 30,34 |
|                               | Daniel Tremblay-Larouche | Indépendant                      | 528   | 28,06 |
|                               | Dominic Gagnon           | Alliance Saguenay                | 402   | 21,36 |
|                               | Gilles Tremblay          | Équipe du renouveau démocratique | 206   | 10,95 |
|                               | Réjean Hudon             | Indépendant                      | 175   | 9,30  |
| Total                         | Total                    | Total                            | 1 889 | 100%  |
| Taux de participation : 23,3% |                          |                                  |       |       |